# Холокост в Слуцком районе
Холокост в Слу́цком районе — систематическое преследование и уничтожение евреев на территории Слуцкого района Минской области оккупационными властями нацистской Германии и коллаборационистами в 1941—1944 годах во время Второй мировой войны, в рамках политики «Окончательного решения еврейского вопроса» — составная часть Холокоста в Белоруссии и Катастрофы европейского еврейства.

## Геноцид евреев в районе
Слуцкий район был полностью оккупирован немецкими войсками в июле 1941 года, и оккупация продлилась более трёх лет — до июля 1944 года. Нацисты включили Слуцкий район в состав территории, административно отнесённой в состав генерального округа Белорутения рейхскомиссариата Остланд.
Вся полнота власти в районе принадлежала зондерфюреру — немецкому шефу района, который подчинялся руководителю округи — гебитскомиссару. Во всех крупных деревнях района были созданы районные (волостные) управы и полицейские гарнизоны из коллаборационистов.
Для осуществления политики геноцида и проведения карательных операций сразу вслед за войсками в район прибыли карательные подразделения войск СС, айнзатцгруппы, зондеркоманды, тайная полевая полиция (ГФП), полиция безопасности и СД, жандармерия и гестапо.
Одновременно с оккупацией нацисты и их приспешники начали поголовное уничтожение евреев. «Акции» (таким эвфемизмом гитлеровцы называли организованные ими массовые убийства) повторялись множество раз во многих местах. В тех населенных пунктах, где евреев убили не сразу, их содержали в условиях гетто вплоть до полного уничтожения, используя на тяжелых и грязных принудительных работах, от чего многие узники умерли от непосильных нагрузок в условиях постоянного голода и отсутствия медицинской помощи.
За время оккупации практически все евреи Слуцкого района были убиты, а немногие спасшиеся в большинстве воевали впоследствии в партизанских отрядах.

## Гетто
Оккупационные власти под страхом смерти запретили евреям снимать желтые латы или шестиконечные звезды (опознавательные знаки на верхней одежде), выходить из гетто без специального разрешения, менять место проживания и квартиру внутри гетто, ходить по тротуарам, пользоваться общественным транспортом, находиться на территории парков и общественных мест, посещать школы.
Реализуя нацистскую программу уничтожения евреев, немцы создали на территории района 5 гетто.
- В гетто деревни Греск (лето 1941 — 18 декабря 1941) были замучены и убиты более 200 евреев.
- В гетто деревни Ленино (лето 1941 — 7 июня 1942) были убиты более 140 евреев.
- В трёх гетто города Слуцк (август 1941 — 8 февраля 1943) были замучены и убиты более 10 000 евреев.

### Гетто в Греске
По данным переписи 1939 года, в деревне Греск проживали 149 (139) евреев — из 2446 человек всех жителей. Деревня находилась под немецкой оккупацией 3 года — с 27 июня 1941 года до 1 июля 1944 года.
Евреев местечка согнали в гетто, в начале августа 1941 года убили 51 узника, а 18 декабря 1941 года убили всех ещё оставшихся в живых. По другим данным, последних евреев убили в конце июля — начале августа 1942 года.
Расстрел произошел в 1,5 километрах от Греска в урочище Гаек — это лес на окраине деревни в направлении на Грозово (сейчас на этом месте находятся карьеры асфальтобетонного завода «Гаек»). Перед смертью евреев заставили раздеться, и после убийства одежду и вещи евреев разобрали полицаи.
На месте расстрела евреев в 1968 году был установлен памятник. Затем их останки перезахоронили в курган памяти всех жертв нацистов в Греске — на этом кургане стоит общий памятник всем убитым жителям деревни.

## Случаи спасения и «Праведники народов мира»
В Слуцком районе 3 человека были удостоены почетного звания «Праведник народов мира» от израильского мемориального института «Яд Вашем» «в знак глубочайшей признательности за помощь, оказанную еврейскому народу в годы Второй мировой войны»:
- Жаврид Анастасия — за спасение Левиной (Айзенштат) Марии в деревне Клешево[17].
- Костюкевич Феня — за спасение Баршай (Шмеркович) Доры в Слуцке[18].
- Ледер Эрвин — за спасение Габовича Рафаэля в Слуцке[19].

## Память
Опубликованы неполные списки жертв геноцида евреев в Слуцком районе.
Памятники убитым евреям района установлены в Ленино, Слуцке и общий памятник убитым в Греске.

## Комментарии
1. ↑  В русском языке за служащими коллаборационистских полицейских органов закрепилось разговорное уничижительное название полица́й (во множественном числе — полица́и).